# Вешенський курорт
49°37′50″ пн. ш. 41°42′28″ сх. д. / 49.63056° пн. ш. 41.70778° сх. д.
Ве́шенський курорт — лікувально-оздоровча місцевість та кліматобальнеологічний курорт федерального значення на території Шолоховського району Ростовської області Російської Федерації. Розташований на західній околиці станиці Вешенська, на лівому березі річки Дон, серед соснового бору. Курорт має особливий охоронний статус, визначений постановою Ради міністрів СРСР № 458 від 11 жовтня 1983 року.

## Природа
Клімат району характерний для південних степів, помірно-континентальний. Зима помірно холодна, з частими відлигами. Пересічна температура січня становить −5 °C. Весна тепла, з переважанням сонячної погоди. Літо сухе, спекотне, з частими суховіями. Пересічна температура липня +24 °C. Число годин сонячного сяяння приблизно 2000 за рік. Опадів випадає приблизно 500 мм за рік.

## Лікувальні фактори
Курорт має родовища хлоридних кальцієво-натрієвих вод з мінералізацією 9,3-30 г/л із вмістом брому 0,029-0,106 г/л з температурою води 15 °C. Вода застосовується для ван, купання у басейнах та питного лікування.

## Інфраструктура
На територію курорту протягом всього року діє санаторій «Вешенський» для лікування захворювань кісткової та м'язової систем, нервової системи, гінекологічних захворювань, органів травлення, порушення харчування та обміну речовин, ендокринної системи, хвороб вуха, горла, носа, а також. Заклад може одночасно прийняти до 400 осіб, він дуже популярний для родинного відпочинку.
Для екскурсій працює Шолоховський меморіальний комплекс, присвячений земляку — Шолохову Михайлу Олександровичу, радянському письменнику, лауреату Нобелівської премії з літератури 1965 року, а також дендропарк.